# جامعة أبو ظبي

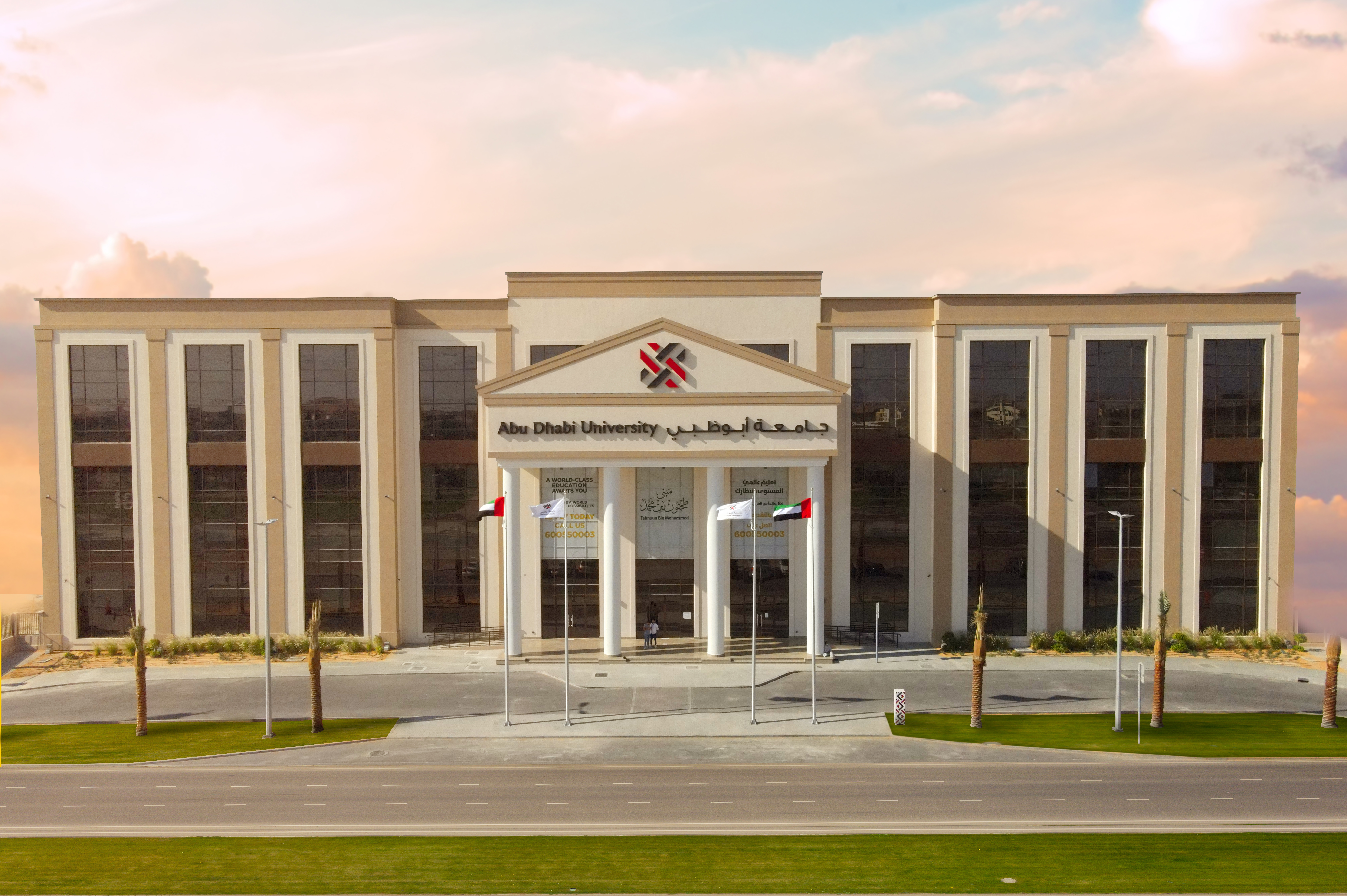
جامعة أبو ظبي

جامعة أبو ظبي جامعة إماراتية خاصة، من أوائل الجامعات الخاصة. تقع في مدينة أبوظبي عاصمة دولة الإمارات العربية المتحدة ولها ثلاثة فروع في أبوظبي والعين ودبي. بدأت جامعة أبوظبي مسيرتها عام 2003 بعد ثلاث سنوات من التخطيط من قبل سمو الشيخ حمدان بن زايد آل نهيان ومواطنين أخرين من مواطني دولة الإمارات العربية المتحدة. وحسب الجامعة فقد كانت رؤية مؤسسي الجامعة لها في أن تكون مؤسسة من بين أفضل الجامعات في الإمارات العربية المتحدة ومنطقة الخليج العربي والعالم كله، وهي أكبر جامعة خاصة في دولة الإمارات العربية المتحدة وتوفر برامج بكالوريوس ودراسات عليا وفق النظام الأمريكي للتعليم العالي.

## الاعتمادات الأكاديمية
تعتبر الجامعة من الجامعات المميزة في الدولة حيث حصلت الجامعة على اعتراف من الدول العربية وتحظى باعتمادات أكاديمية عالمية مؤسسية مثل اعتماد هيئة الاعتماد الأكاديمي العالمي لجامعات غرب الولايات المتحدة الأميركية WASC، ونالت كلية إدارة الأعمال في جامعة أبوظبي الاعتماد الأكاديمي من جمعية تطوير كليات الأعمال الدولية المرموقة AACSB  ، الهيئة العالمية المعتمدة لبرامج البكالوريوس والدراسات العليا في كليات إدارة الأعمال، بالإضافة إلى اعتماد النظام الأوروبي لتطوير الجودة EQUIS ، وتجمع أقل من 1% من كليات إدارة الأعمال في العالم بين هذين الاعتمادين، وحصلت كلية الهندسة بجامعة أبوظبي على الاعتماد الأكاديمي العالمي من هيئة اعتماد برامج الهندسة والتكنولوجيا بالولايات المتحدة الأمريكية ABET  والمتخصصة في منح الاعتماد الأكاديمي العالمي لكليات الهندسة المرموقة في الولايات المتحدة الأمريكية والعالم إضافةً إلى اعتمادها محليًا من قِبل مفوضية الاعتماد الأكاديمي بوزارة التربية والتعليم في دولة الإمارات.

## الكليات والبرامج الأكاديمية
تضم جامعة أبوظبي 4 كليات مختلفة وهي: كلية إدارة الأعمال، كلية الهندسة، وكلية الآداب وكلية القانون ويتم تدريس أكثر من 40 تخصصاً مختلفا ضمن برامج البكالوريوس والماجستير والدكتوراه وهي:
كلية الهندسة
برامج البكالوريوس
- بكالوريوس في العمارة
- بكالوريوس العلوم في الطيران
- بكالوريوس العلوم في التصميم الداخلي
- بكالوريوس العلوم في الهندسة الكيميائية
- بكالوريوس العلوم في الهندسة المدنية
- بكالوريوس العلوم في هندسة الحاسوب
- بكالوريوس العلوم في الهندسة الكهربائية
- بكالوريوس العلوم في الهندسة الميكانيكية
- بكالوريوس العلوم في تكنولوجيا المعلومات

برامج الدراسات العليا
- ماجستير الهندسة في الهندسة الكهربائية وهندسة الحاسوب
- ماجستير في الإدارة الهندسية
- ماجستير في إدارة المشاريع
- ماجستير العلوم في تكنولوجيا المعلومات
- ماجستير العلوم في العمارة المستدامة
- ماجستير العلوم في الهندسة الكهربائية وهندسة الحاسوب
- ماجستير العلوم في الهندسة الميكانيكية
- ماجستير العلوم في الهندسة المدنية

كلية إدارة الأعمال
برامج البكالوريوس
- بكالوريوس في إدارة الأعمال
- بكالوريوس إدارة الأعمال في المحاسبة
- بكالوريوس إدارة الأعمال في إدارة الموارد البشرية
- بكالوريوس إدارة الأعمال في المالية
- بكالوريوس إدارة الأعمال في الإدارة
- بكالوريوس إدارة الأعمال في اتصالات التسويق الإلكتروني
- بكالوريوس إدارة الأعمال في ريادة الأعمال

برامج الدراسات العليا
- ماجستير في إدارة الأعمال
- ماجستير في إدارة الموارد البشرية
- ماجستير إدارة الأعمال التنفيذي (ماجستير مزدوج مع جامعة تامبا في الولايات المتحدة الأمريكية وجامعة أبوظبي)
- ماجستير في القيادة الاستراتيجية
- دكتوراه في إدارة الأعمال

كلية الآداب والعلوم
برامج البكالوريوس
- بكالوريوس العلوم في الصحة العامة
- بكالوريوس العلوم في الصحة والسلامة والبيئة
- بكالوريوس في الإعلام (باللغة العربية)
- بكالوريوس الآداب في الإعلام (باللغة الإنجليزية)

برامج الدراسات العليا
- الدبلوم المهني في التدريس (باللغة العربية)
- الدبلوم المهني في التدريس (باللغة الإنجليزية)

كلية القانون
برامج البكالوريوس
- بكالوريوس في القانون

برامج الدراسات العليا
- ماجستير في القانون العام
- ماجستير في القانون الخاص

كما طرحت الجامعة  ثمانية برامج أكاديمية جديدة معتمدة من «مفوضية الاعتماد الأكاديمي»، لتكون متاحة للطلبة ابتداء من فصل الربيع للعام الدراسي الجاري 2024 – 2025 وهي:
- «البكالوريوس في العلاقات الدولية»،
- «ماجستير العلوم في الأمن السيبراني»،
- «بكالوريوس العلوم في الذكاء الاصطناعي»،
- «ماجستير العلوم في الذكاء الاصطناعي»،
- «الماجستير في التكنولوجيا المالية»،
- «ماجستير العلوم في التحول الرقمي الاستراتيجي»،
- «الدكتوراه في القانون»،
- «الماجستير في القانون السيبراني والذكاء الاصطناعي».

## الحرم الجامعي في أبوظبي
يقع الحرم الجامعي الرئيسي لجامعة أبوظبي في أبوظبي بمدينة خليفة ويضم مرافق أكاديمية ورياضية حديثة على مساحة واسعة.

## الحرم الجامعي في العين

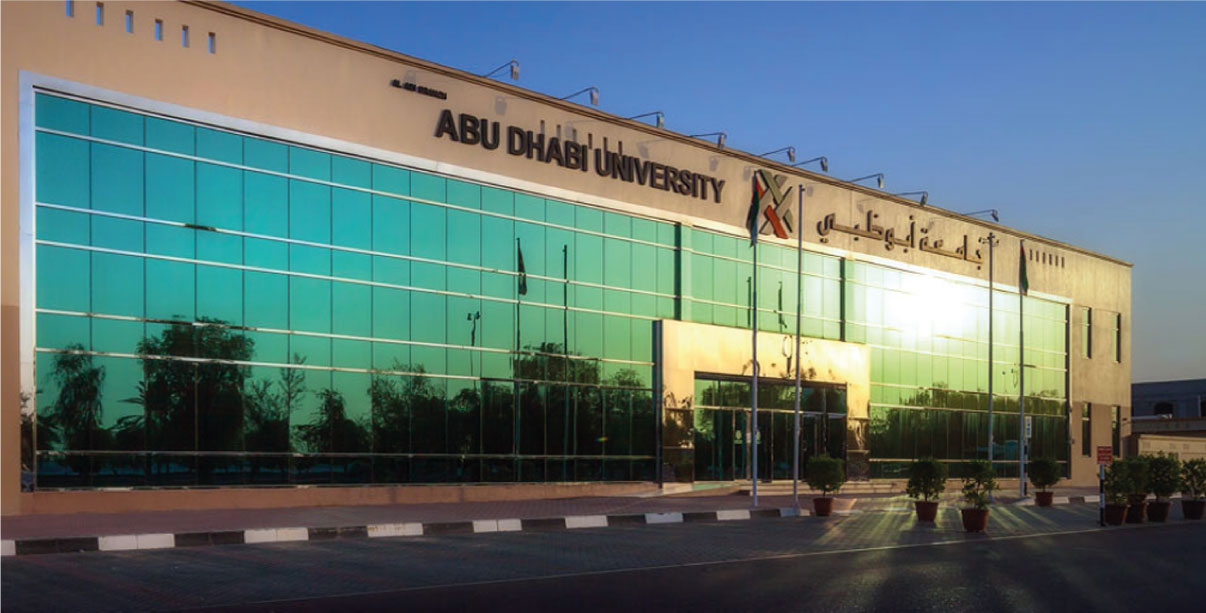
الحرم الجامعي في العين

لجامعة أبوظبي حرم جامعي في منطقة العين ويتمتع بمرافق تلبي احتياجات التعليم العالي وشهد الحرم الجامعي نمواً هائلاً منذ افتتاحه عام 2003.

## الحرم الجامعي في دبي
يقع الحرم الجامعي في دبي في مجمع دبي للمعرفة ويوفر مجموعة متنوعة من برامج البكالوريوس والدراسات العليا في مختلف كلياته.
يوفر الحرم الجامعي في دبي 7 برامج دراسات عليا وهي:
ماجستير في القانون الخاص
ماجستير في القانون العام
ماجستير القيادة الإستراتيجية
ماجستير في إدارة الأعمال
ماجستير في إدارة المشاريع
ماجستير في الإدارة الهندسية
دكتوراه في إدارة الأعمال

## التصنيف الدولي
تصنف جامعة أبوظبي وفق تصنيف مجلة تايمز للتعليم العالي للجامعات العالمية لعام 2023 كما يلي:
المركز 1 في دولة الإمارات  لتميّز التدريس 
المركز 1 في دولة الإمارات  لمواضيع الأعمال والاقتصاد 
ضمن أفضل 3 جامعات في دولة الإمارات 
14 عالمياً  لأعلى نسبة طلبة دوليين 
المرتبة  58 عالمياً لأفضل الجامعات الناشئة  (الأقل من 50 عاماً) 
المرتبة 59  ضمن أفضل الجامعات في قارة آسيا   
تصدرت جامعة أبوظبي المركز الثالث على مستوى العالم في تنصيف «كوكاريللي سيموند» QS في استقطاب وتنوع أعضاء هيئات التدريس ودخولها قائمة الـ150 جامعة عالمية مرموقة، والتي لم يتجاوز عمرها خمسين عاماً حسب التصنيف. وسجلت الجامعة تقدماً بمعدل 50 مركزاً لتصنيف عام 2019 مقارنة بالعام الماضي (2018) مما جعلها في صدارة قائمة الجامعات المتميزة من 701-750 جامعة على مستوى العالم.
تصنيف جامعة أبوظبي حسب سلم تصنيف التايمز للتعليم العالي للجامعات العالمية حسب مادة التخصص لعام 2025، حيث 
- أحرزت المرتبة 62 على مستوى العالم في تخصص «الأعمال والاقتصاد»، ودخلت  قائمة أفضل 100 جامعة في هذا التخصص عالمياً، وتصدرت المركز الأول على الصعيد الوطني.
- حققت الجامعة المرتبة الأولى في ثلاثة مؤشرات في تخصص «الأعمال والاقتصاد» وهي «جودة البحث» و«بيئة البحث» و«التدريس».
- حلّت تخصصات الهندسة في جامعة أبوظبي في المرتبة الخامسة ، وفي المرتبة 301-400 على مستوى العالم، بينماحلت  الجامعة في المركز الأول على المستوى الوطني في مؤشر  «التدريس».

## وصلات خارجية
- موقع جامعة أبوظبي الرئيسي